# Glenn Youngkin
Glenn Allen Youngkin (Richmond, Virginia, 1966. december 9. –) amerikai üzletember és politikus, 2022 óta Virginia 74. kormányzója. A Republikánus Párt tagja, 25 évet töltött a The Carlyle Group magántőke-befektetőcégnél, ahol 2018-ban társ-vezérigazgatóvá nevezték ki. 2020-ban lemondott, hogy elinduljon a kormányzói posztért.
Miután megnyerte a 2021-es republikánus előválasztást, Youngkin legyőzte a demokrata Terry McAuliffe-t a választásokon, és ezzel Bob McDonnell (2009) óta az állam első republikánus kormányzója lett. Youngkin támogatta a Covid19-vakcina fejlesztését, de ellenezte annak kötelezővé tételét, és betiltotta a maszkok kötelezővé tételét a virginiai állami iskolákban, ezt a tilalmat jogi kifogások nyomán részben visszavonták. Első hivatali évében Youngkin aláírt egy kétpárti állami költségvetés-javaslatot, amely egyszerre növelte az oktatási kiadásokat és jelentősen csökkentette az adókat.
Hivatali ideje alatt Youngkin aláírta a demokraták által elfogadott, az azonos neműek házasságát védő törvényt, hatályon kívül helyezte a transznemű diákok védelmét az iskolákban, a Legfelsőbb Bíróság döntése után támogatta az abortusz korlátozását, és ellenezte a marihuána legalizálását.

## Fiatalkora
Glenn Allen Youngkin 1966. december 9-én Richmondban, Virginia államban született, Ellis és Carroll Wayne Youngkin fiaként. Apja a Duke Egyetemen kosárlabdázott, számvitellel és pénzügyekkel foglalkozott. Édesanyja ápolónő volt, aki a nők egészségében specializálódott; a Floridai Atlanti Egyetem ápolási professzora, illetve tanulmányi dékánhelyettese volt.  Youngkinnek egy nővére van, Dorothy Marian Youngkin Kouba. Tinédzser korában a család Richmondból Virginia Beachre költözött. Norfolkban a Norfolk Akadémia magániskolába járt, ahol 1985-ben végzett. Számos középiskolai kosárlabda-elismerést kapott.

## Fordítás
Ez a szócikk részben vagy egészben  a   Glenn Youngkin című angol Wikipédia-szócikk ezen változatának fordításán alapul.  Az eredeti cikk szerkesztőit annak laptörténete sorolja fel. Ez a jelzés csupán a megfogalmazás eredetét és a szerzői jogokat jelzi, nem szolgál a cikkben szereplő információk forrásmegjelöléseként.